# Stegenwaldhaus (Leupoldsgrün)
Stegenwaldhaus (früher Stegenhof genannt) war ein Gemeindeteil der Gemeinde Leupoldsgrün im Landkreis Hof (Oberfranken, Bayern). Heute ist nur noch die ursprüngliche Einöde übrig geblieben, die zum Gemeindeteil Lipperts zählt.

## Geografie
Die Einöde liegt im Stegenwald. Ein Anliegerweg führt 150 Meter westlich zur Kreisstraße HO 7, die nordwestlich nach Stegenwaldhaus bzw. südlich die Bundesautobahn 9 überbrückend nach Lipperts verläuft.

## Geschichte
1429 erhielt Hans Lüchau zu Lipperts vom Markgraf Friedrich I. das Holz „zu den Stegen “zu Lehen. Das Toponym bedeutet ‚schmaler Fußsteg‘. 1681 entstand eine Herberge im Stegenholz, die später als Bauernhof genutzt wurde. Um 1800 erbaute Kammerherr von Reitzenstein ein Wohnhaus für den Waldaufseher, der die Abgabe des Holzes für das im Wald befindliche Eisenbergwerk überwachen sollte.
Infolge des Ersten Gemeindeedikts wurde Stegenwaldhaus dem 1812 gebildeten Steuerdistrikt Leupoldsgrün und der zugleich entstandenen Ruralgemeinde Lipperts zugewiesen. Im Zuge der Gebietsreform in Bayern wurde Stegenwaldhaus am 1. Juli 1972 nach Leupoldsgrün eingemeindet. In der Nachkriegszeit wurde ein Kinderheim errichtet. Am 1. Juli 1976 erfolgte die Umgemeindung des größten Teils des Ortes nach Selbitz.

### Einwohnerentwicklung
| Jahr      | 001819 | 001861 | 001871 | 001885 | 001900 | 001925 | 001950 | 001961 | 001970 |
| Einwohner | *      | 5      | 8      | 8      | 8      | 4      | 55     | 36     | 29     |
| Häuser    |        |        |        | 1      | 2      | 2      | 7      | 8      |        |
| Quelle    | [ 1 ]  | [ 7 ]  | [ 8 ]  | [ 9 ]  | [ 10 ] | [ 11 ] | [ 4 ]  | [ 12 ] | [ 13 ] |

## Religion
Stegenwaldhaus ist evangelisch-lutherisch geprägt und bis heute nach Leupoldsgrün gepfarrt.